# ヒドロキシルアミンレダクターゼ
ヒドロキシルアミンレダクターゼ（hydroxylamine reductase）は、窒素代謝酵素の一つで、次の化学反応を触媒する酸化還元酵素である。
NH3 + H2O + 受容体 {\displaystyle \rightleftharpoons } ヒドロキシルアミン + 還元型受容体
反応式の通り、この酵素の基質はNH3とH2Oと受容体、生成物はヒドロキシルアミンと還元型受容体である。補因子としてFADとフラボタンパク質を用いる。
組織名はammonia:acceptor oxidoreductaseで、別名にhydroxylamine (acceptor) reductase、ammonia:(acceptor) oxidoreductaseがある。